# Dicranomyia atritarsis
Dicranomyia atritarsis är en tvåvingeart som först beskrevs av Alexander 1949.  Dicranomyia atritarsis ingår i släktet Dicranomyia och familjen småharkrankar. Inga underarter finns listade i Catalogue of Life.